# 1930 en Alberta
Chronologie de l'Alberta
- 1926
- 1927
- 1928
- 1929
- 1930
- 1931
- 1932
- 1933
- 1934

Cette page concerne des événements qui se sont produits durant l'année 1930 dans la province canadienne de l'Alberta.

## Politique
- Premier ministre : John Edward Brownlee des United Farmers
- Chef de l'Opposition :
- Lieutenant-gouverneur : William Egbert
- Législature :

- La section Albertaine du parti communiste du Canada prend le nom de Parti Ouvrier Progressiste.

## Événements
- 19 juin : élection générale albertaine. John Edward Brownlee (United Farmers) est réélu premier ministre de l'Alberta.

## Naissances
- 22 juillet : Jack McKenzie, (né à High River), joueur canadien de hockey sur glace.